# Jardim Mário Soares

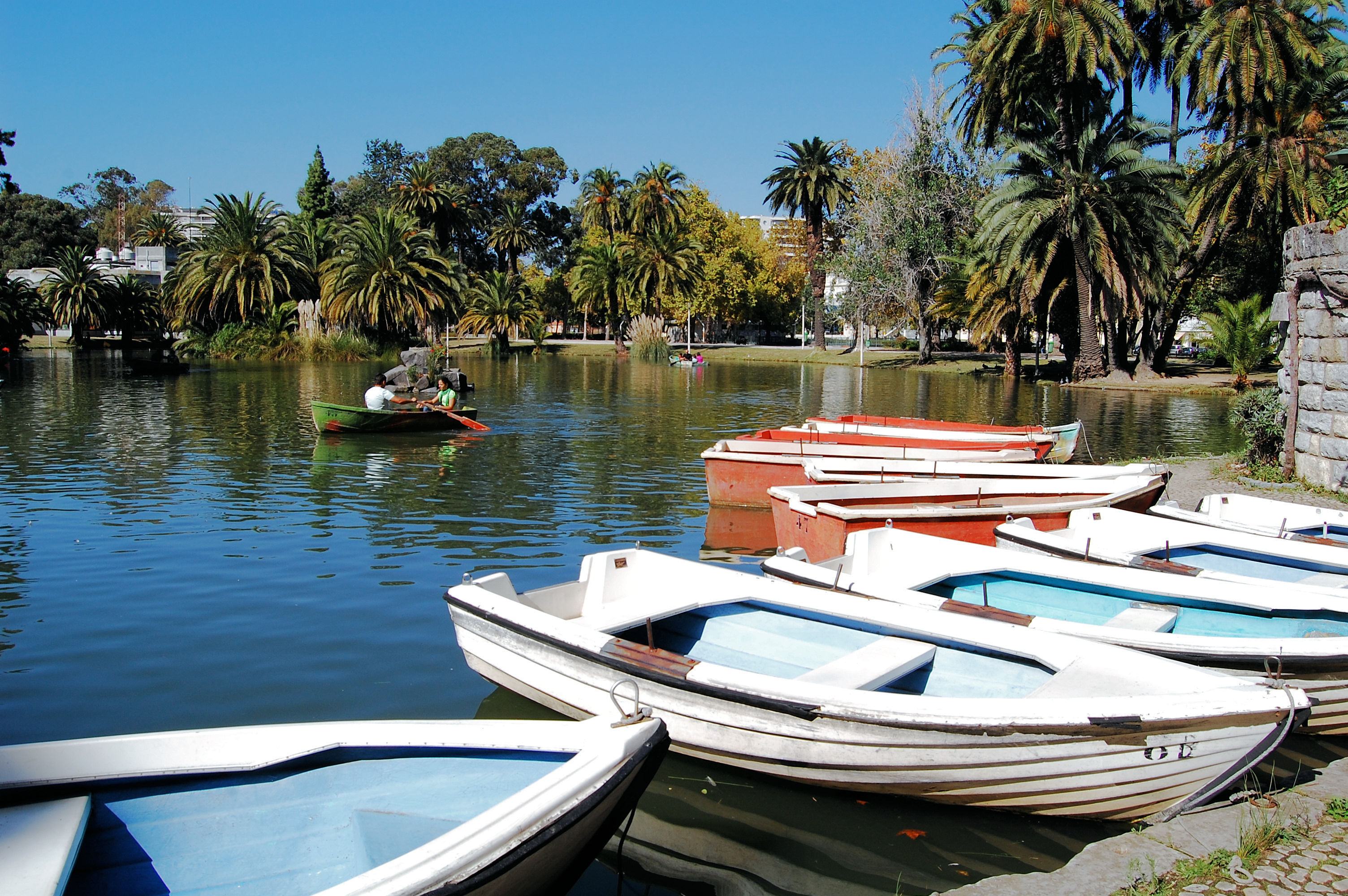
Bootsverleih am großen See im Jardim Mário Soares

Der Jardim Mário Soares, auch bekannt als Jardim do Campo Grande, ist ein zwischen 12,5 und 15 Hektar großer Park in der Stadtgemeinde Alvalade der portugiesischen Hauptstadt Lissabon. Er liegt sehr langgestreckt mit 1,3 Kilometer Länge bei einer maximalen Breite von etwa 150 Metern zwischen den beiden Fahrbahnen der Straße Campo Grande, ganz in der Nähe des U-Bahnhof Campo Grande.
Bis zum 16. Jahrhundert war das Gelände, auf dem sich der Park befindet, als Campo de Alvalade bekannt. Anfang des 19. Jahrhunderts ließ der Graf von Linhares (Conde de Linhares) den Park auf Geheiß des portugiesischen Prinzregenten und späteren Königs João VI. im Stil der Romantik umgestalten und ausbauen. 1816 fanden auf dem Gelände erste Pferderennen statt.
Heute dient der Park vor allem als Freizeit- und Erholungsstätte. Neben dem Restaurant auf einer der Seeinseln im Park, das über eine kleine steinerne Brücke erreicht werden kann, befinden sich dort mehrere Tennis- und andere Ballspielplätze und ein großes Fitness-Zentrum. Zwischen 2012 und 2018 wurde der Park in mehreren Etappen saniert und neu gestaltet. In diesem Zug wurde er nach dem ein Jahr zuvor verstorbenen portugiesischen Staatspräsidenten Mário Soares benannt.